# Die blaue Hand (Roman)
Die blaue Hand (Originaltitel: The Blue Hand) ist ein Kriminalroman des englischen Schriftstellers Edgar Wallace. Die Originalausgabe erschien 1925, eine deutsche Übersetzung erstmals 1928.

## Handlung
Der Gehilfe des Londoner Staranwaltes Septimus Salter, Jim Steele, ist mit dem plötzlichen Verschwinden der Millionenerbin Dorothy Danton vor 20 Jahren sehr beschäftigt. Kurz zuvor war auch Dorothys Mutter Lady Mary Danton verschwunden. Da Dorothy damals eineinhalb Jahre alt war, meint Jim Steele in seiner Freundin Eunice Weldon die verschwundene Dorothy zu erkennen. Kurz darauf wird Eunice bei Digby Groat, dem jetzigen Erben des Dantonschen Vermögens als Sekretärin für dessen Mutter Jane angestellt. Als sie die erste Nacht im Anwesen der Groats verbringt, findet sie am nächsten Morgen eine Warnung vor, sie solle sich vor ihren Arbeitgebern in Acht nehmen. Diese ist mit dem Symbol einer blauen Hand unterzeichnet.
Digby Groat ist ein Chemiker und Arzt, der offenbar Vergnügen daran hat, in seinem Laboratorium grausame Versuche an Tieren durchzuführen. Wie der Leser später erfährt, ist er außerdem der Kopf der vormals aktiven Verbrecherorganisation der „Dreizehn“, hatte sich jedoch bei deren kriminellen Aktivitäten immer so abgesichert, dass man ihm kein Verbrechen nachweisen konnte. Eunice holte er lediglich unter dem Vorwand ins Haus, das seine Mutter Hilfe brauche, da er in Wirklichkeit in sie verliebt ist und sie in seiner Nähe haben möchte. Durch die Gabe bzw. Verweigerung von Medikamenten hat Digby zudem seine Mutter fest unter Kontrolle und presst ihr Vollmachten ab, um frei über das Familienvermögen verfügen zu können.
Eines Tages wird die zunehmend verwirrte Jane Groat auf eine Brandnarbe an Eunice Handgelenk aufmerksam und scheint diese zu erkennen. Wenig später lässt sie nach einer alten Bekannten schicken. Diese wird von Digby zwar hinausgeworfen. Später erfährt Jim Steele allerdings von ihr, dass Dorothy Danton tatsächlich noch am Leben ist und dass der junge Digby ihr als kleines Kind eine Brandnarbe zugefügt hat. Bei Eunice handelt es sich also tatsächlich um Dorothy. Dies wird auch von Jims Nachbarin Mrs. Fane bestätigt, bei der es sich in Wirklichkeit um Eunice Mutter Lady Mary handelt und die auch die mit der blauen Hand unterschriebene Warnung an ihre Tochter geschickt hatte.
Digby Groat ist von Eunice Identität überrascht, doch ändern sich dadurch seine Pläne nicht: Er will Eunice – notfalls auch gegen ihren Willen – heiraten und kommt damit so oder so an das Erbe der Dantons. Jedoch kommt er in Bedrängnis, als Septimus Salter sich einschaltet und eine Warnung veröffentlicht, dass Digby möglicherweise nicht über die Vermögenswerte aus dem Erbe verfügen kann, was potenzielle Käufer abschreckt. So setzt Digby seinen bereits länger vorbereiteten Fluchtplan in Gang. Er setzt Eunice unter Drogen und entführt sie. Salter und die englische Polizei sind ihm jedoch dicht auf den Fersen, so dass er seinen Plan, das Land zu verlassen mehrfach ändern muss.
Bei der Flucht mit dem Zug aus London gelingt es Jim gerade noch, auf einen Waggon zu springen und er verfolgt Digby und Eunice, bis diese bei einem außerplanmäßigen Halt aussteigen. Bevor Eunice anschließend mit einem kleinen Flugzeug weggebracht werden kann, kann Jim den Piloten überwältigen und dessen Platz einnehmen. Allerdings ist er später dennoch gezwungen, bei einem Landhaus der Groats zu landen, wo Digby und seine Helfer ihn wieder überwältigen. Digby fliegt nun mit Eunice weiter zur Jacht „Pelagio“. Jim wird befreit und koordiniert anschließend mit Mr. Salter eine umfangreiche Suchaktion, bei der er selbst von einem Wasserflugzeug aus verdächtige Schiffe kontrolliert.
Digby gerät derweil auf der Pelagio zunehmend mit dem Kapitän in Konflikt, der Mitleid mit der jungen Frau hat und zudem aus illegalen Aktivitäten herausgehalten werden will. Schließlich ist es der Kapitän, der Digby überwältigt und das Schiff stoppen lässt. Jim kommt an Bord und kann Eunice in die Arme schließen.

## Charaktere
Jim Steele, Eunice Weldon, Digby Groat, Jane Groat, Mrs. Fane, Septimus Salter, Villa, Fuentes, Jackson, Kapitän und Funker der „Pealigo“ als auch Madge Benson

## Verfilmung
Im Rahmen der Edgar-Wallace-Filmreihe entstand 1967 ein gleichnamiger Film, dessen Handlung aber gänzlich von der Romanvorlage abweicht.